# سن-شان
سن-شان (به فرانسوی: Saint-Champ) یک کمون در فرانسه است که در canton of Belley واقع شده‌است.

## خصوصیات
سن-شان ۵٫۱۴ کیلومترمربع مساحت و ۱۳۸ نفر جمعیت دارد و ۳۵۱ متر بالاتر از سطح دریا واقع شده‌است.